# District de Mzimba
 (mai 2018).
Si vous disposez d'ouvrages ou d'articles de référence ou si vous connaissez des sites web de qualité traitant du thème abordé ici, merci de compléter l'article en donnant les références utiles à sa vérifiabilité et en les liant à la section « Notes et références ».
Mzimba est un district du Malawi.

## Histoire
L'histoire raconte que les Zwangendaba Ngonis étaient des guerriers installés dans le nord du Malawi. Cependant, une fois le chef de famille Zwangendaba est décédé, ses fils se sont réinstallés dans ce qui est aujourd'hui le district de Mzimba et sept de ses descendants règnent toujours. Mzimba, qui signifie corps humain, a été secoué par des appels à diviser le district en trois début 2016. Les citoyens et certains responsables voulaient que la province soit divisée, alors que le chef du gouvernement n'y était pas favorable.